# Secundum quid
A secundum quid (latinul „a dolog alapján”), vagy elsietett általánosítás, olyan érvelési hiba, amely a következtetést túl kicsi, vagy nem reprezentatív minta alapján vonja le.

## Fajtái
- Túl kicsi, akár egyelemű mintából általánosítás.
- A minta nem reprezentatív, azaz a minta alanyainak választása nem véletlenszerű, így korrelálhat a vizsgált tulajdonsággal.

## Példák
„A bergengócok kedves emberek, hiszen a szomszédomban lakott egy nagyon kedves bergengóc.” (a minta túl kicsi.)
„A lila párt győzelme csak csalás lehet, hiszen a környezetemben szinte mindenki a bordó pártra szavazott.” (a minta nem reprezentatív, és nem is túl nagy.)
„Én ismerek kilencvenéves dohányost, tehát nem igaz, hogy a dohányzás ártalmas az egészségre.” (a minta szándékosan úgy kerül kiválasztásra, hogy ellentmondjon egy általános statisztikának)

## Szatirikus példák
„Telefonos közvéleménykutatásunk megállapította, hogy ma már a lakosság 100%-a rendelkezik telefonnal.”

## Lásd még
- Vita
- Logika